# Xylariopsis albofasciata
Xylariopsis albofasciata är en skalbaggsart som beskrevs av Wang och Fernando Chiang 1998. Xylariopsis albofasciata ingår i släktet Xylariopsis och familjen långhorningar. Inga underarter finns listade i Catalogue of Life.